# District de Changning (Shanghai)
Pour les articles homonymes, voir Changning.
Le district de Changning (chinois : 长宁区 ; pinyin : chángníng qū) est une subdivision du centre de la municipalité de Shanghai en Chine.
C'est un des districts qui forme Puxi. Il est situé à l'ouest de la ville de Shanghai, avec une superficie de 38 kilomètres carrés ; le nombre d'habitants est de 610 000. Le district de Changning est le centre de communication de Shanghai. Vous pouvez changer de la ligne 2, 3 et 4 de métro à la station Jardin de Zhongshan, située dans le district de Changning.

## Transports
L'Aéroport international de Shanghai Hongqiao, dans le village de Hongqiao, un des deux principaux aéroports de Shanghai, il est à vocation domestique et est situé dans ce district.

## Études
Il possède plusieurs universités dont un des campus de L'université de Donghua.

## Parcs
il possède le Parc Zhongshan (Shanghai), et le Parc Tianshan

## Tourisme
Le Centre d'art des posters de propagande de Shanghai possède et affiche des posters
de propagande chinoise du XXe siècle, allant de la République de Chine à la République populaire de Chine.